# ورزشگاه بی‌بی‌وی‌ای
ورزشگاه بی‌بی‌وی‌ای (اسپانیایی: Estadio BBVA‎) یک ورزشگاه فوتبال در گوادالوپه، مکزیک است. این ورزشگاه که در سال ۲۰۱۵ افتتاح شده دارای ۵۱٬۰۰۰ نفر ظرفیت است.

## نگارخانه

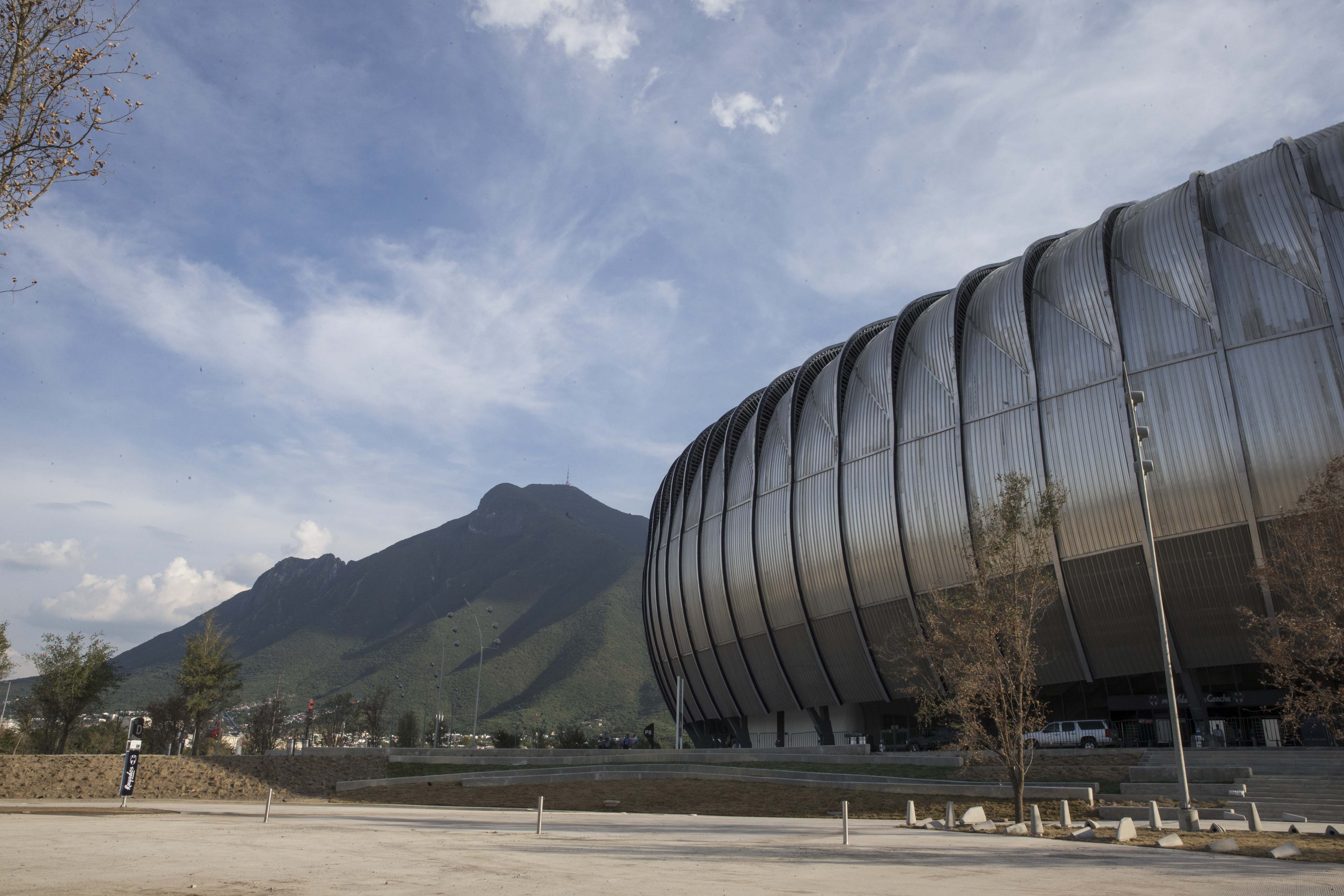
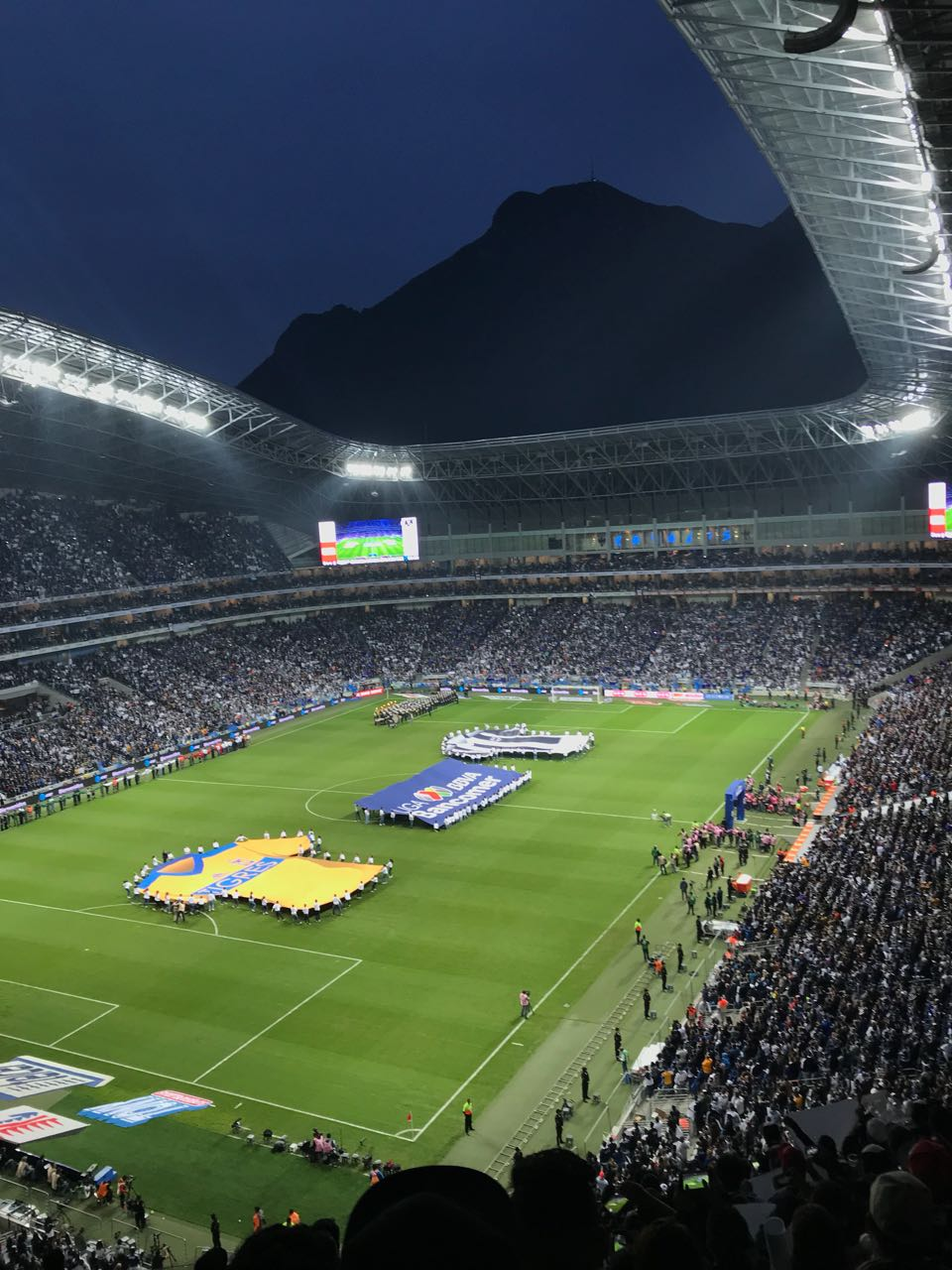
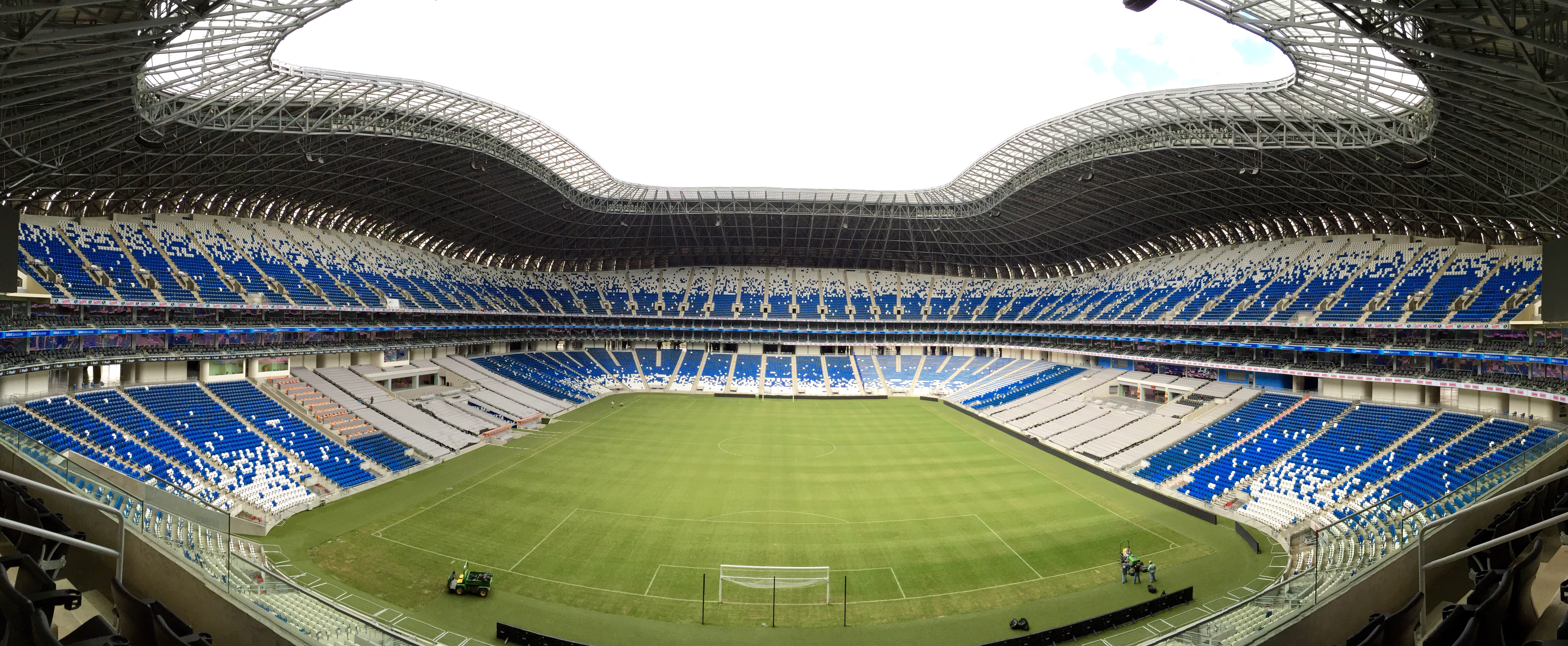